# Quantitat de moviment
La quantitat de moviment o moment lineal (p) d'un cos és una magnitud vectorial que s'obté com el producte de la seva massa per la seva velocitat mesurades en un determinat sistema de referència. Les seves unitats són kg·m·s–1 o, equivalentment, N·s. Matemàticament, el moment lineal {\displaystyle {\vec {p}}} d'un cos de massa {\displaystyle m} i velocitat {\displaystyle {\vec {v}}} és:
{\displaystyle {\vec {p}}=m{\vec {v}}}
És una magnitud física que juga un paper molt destacat a la mecànica clàssica newtoniana, on apareix a la segona llei; a la formulació hamiltoniana; a l'energia relativista i en el principi d'incertesa de Heisenberg. El seu valor es conserva quan la suma de forces externes al sistema estudiat és zero.
El mot «moment» prové del llatí momentum ‘moviment, impulsió; pes lleuger, petita divisió’, derivat de movēre ‘moure’, a través d’una forma movimentum.
Es pot apreciar que un vaixell de gran tonatge pot tenir una gran quantitat de moviment encara que es mou a una velocitat petita, i pot ser igualat per una bala petita que surti a una gran velocitat. També, un objecte molt gran que es mou a una gran velocitat tindrà una enorme quantitat de moviment, com per exemple un camió baixant sense frens un pendent, però el mateix camió en repòs no tindrà cap quantitat de moviment.

Partícules dins d'una caixa, cadascuna amb un moment lineal.

Per un sistema d'{\displaystyle N} partícules, de masses {\displaystyle m_{i}} i velocitats {\displaystyle {\vec {v}}_{i}}, el moment lineal total s'expressa com el sumatori dels moments lineals de cada partícula:
{\displaystyle {\vec {p}}=\sum _{i=1}^{N}m_{i}{\vec {v}}_{i}}
Cal tenir en compte que, pel fet de ser una magnitud vectorial, malgrat que totes les partícules d'un sistema tenguin un cert valor de moment lineal, la suma de tots ells pot ser zero. És el cas de dues partícules de la mateixa massa, {\displaystyle m_{1}=m_{2}}, com ara dos electrons, que viatgen a la mateixa velocitat en sentits contraris, o sigui {\displaystyle {\vec {v}}_{1}=-{\vec {v}}_{2}}.
{\displaystyle {\vec {p}}=m_{1}{\vec {v}}_{1}+m_{2}{\vec {v}}_{2}=m_{2}(-{\vec {v}}_{2})+m_{2}{\vec {v}}_{2}=0}

## Relació amb la força

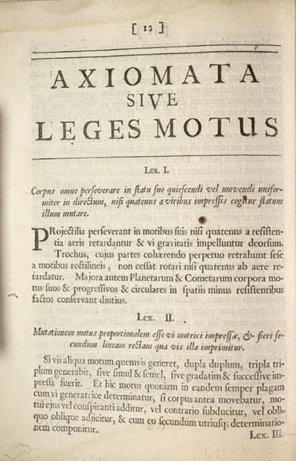
Pàgina dels Philosophiae Naturalis Principia Mathematica de Newton on s'enuncien la 1a i la 2a lleis.

La segona Llei de Newton estableix que la força és igual a la variació del moment lineal respecte del temps. Tant la velocitat com la massa poden ser funció del temps, per la qual cosa cal derivar ambdues variables:
{\displaystyle {\vec {F}}={\frac {d{\vec {p}}}{dt}}=m{\frac {d{\vec {v}}}{dt}}+{\vec {v}}{\frac {dm}{dt}}=m{\vec {a}}+{\vec {v}}{\frac {dm}{dt}}}
La mateixa relació en forma integral és: 
{\displaystyle \int _{t_{0}}^{t}{\vec {F}}(t)dt={\vec {p}}-{\vec {p}}_{0}}
On es pot veure que una força sostinguda durant un llarg període produeix més canvi de moment lineal que la mateixa força quan s'aplica un curt període. Així, per canviar el moment lineal d'un objecte de {\displaystyle {\vec {p}}_{0}} a  {\displaystyle {\vec {p}}} importa tant la magnitud de la força com el temps d'actuació.
Hom pot definir l'impuls {\displaystyle {\vec {I}}}com el producte de la força {\displaystyle {\vec {F}}} per l'increment de temps {\displaystyle \Delta t=t-t_{0}}. És una magnitud vectorial:
{\displaystyle {\vec {I}}={\vec {F}}\Delta t}
L'impuls canvia el moment lineal de la mateixa manera que la força canvia la velocitat. Per la qual cosa, finalment, es defineix l'impuls rebut per un cos o partícula com la variació del moment lineal:
{\displaystyle {\vec {I}}=\Delta {\vec {p}}={\vec {p}}-{\vec {p}}_{0}}

## Mecànica hamiltoniana
La formulació hamiltoniana o mecànica hamiltoniana és una reformulació de la mecànica clàssica newtoniana introduïda el 1833 per William Rowan Hamilton (1805-1865). Sorgeix a partir de la formulació lagrangiana, una altra reformulació de la mecànica clàssica introduïda el 1788 per Joseph-Louis Lagrange (1736-1813). En aquesta formulació, cada velocitat generalitzada se substitueix per la quantitat de moviment associada; al final hom obté, per a un sistema amb N graus de llibertat 2N equacions diferencials de primer ordre. S'anomena moment generalitzat o moment conjugat a cadascuna de les derivades del lagrangià {\displaystyle L} (diferència entre l'energia cinètica i l'energia potencial) d'un sistema mecànic respecte a les velocitats generalitzades.
{\displaystyle p_{i}={\partial L \over \partial {\dot {q}}_{i}}}
En la mecànica hamiltoniana l'objecte fonamental és el hamiltonià, que és funció de les coordenades generalitzades {\displaystyle q_{i}} i del moment generalitzat {\displaystyle p_{i}}. En la seva forma més general, el hamiltonià es defineix com:
{\displaystyle H=\sum _{i}p_{i}{\dot {q}}_{i}-L}on {\displaystyle {\dot {q}}_{i}=\operatorname {d} \!q/\operatorname {d} \!t}, és a dir la velocitat.
Les equacions del moviment de la mecànica hamiltoniana, les anomenades equacions canòniques de Hamilton són:
{\displaystyle {\partial H \over \partial q_{j}}=-{\dot {p}}_{j},\qquad {\partial H \over \partial p_{j}}={\dot {q}}_{j},\qquad {\partial H \over \partial t}=-{\partial L \over \partial t}}

## Moment relativista
Segons la teoria especial de la relativitat la massa d'un cos depèn de la seva velocitat, augmentant amb ella segons l'expressió:
{\displaystyle m={\frac {m_{0}}{\sqrt {1-{\frac {v^{2}}{c^{2}}}}}}}on {\displaystyle m_{0}} és la massa en repòs de la partícula i {\displaystyle c} la velocitat de la llum al buit.

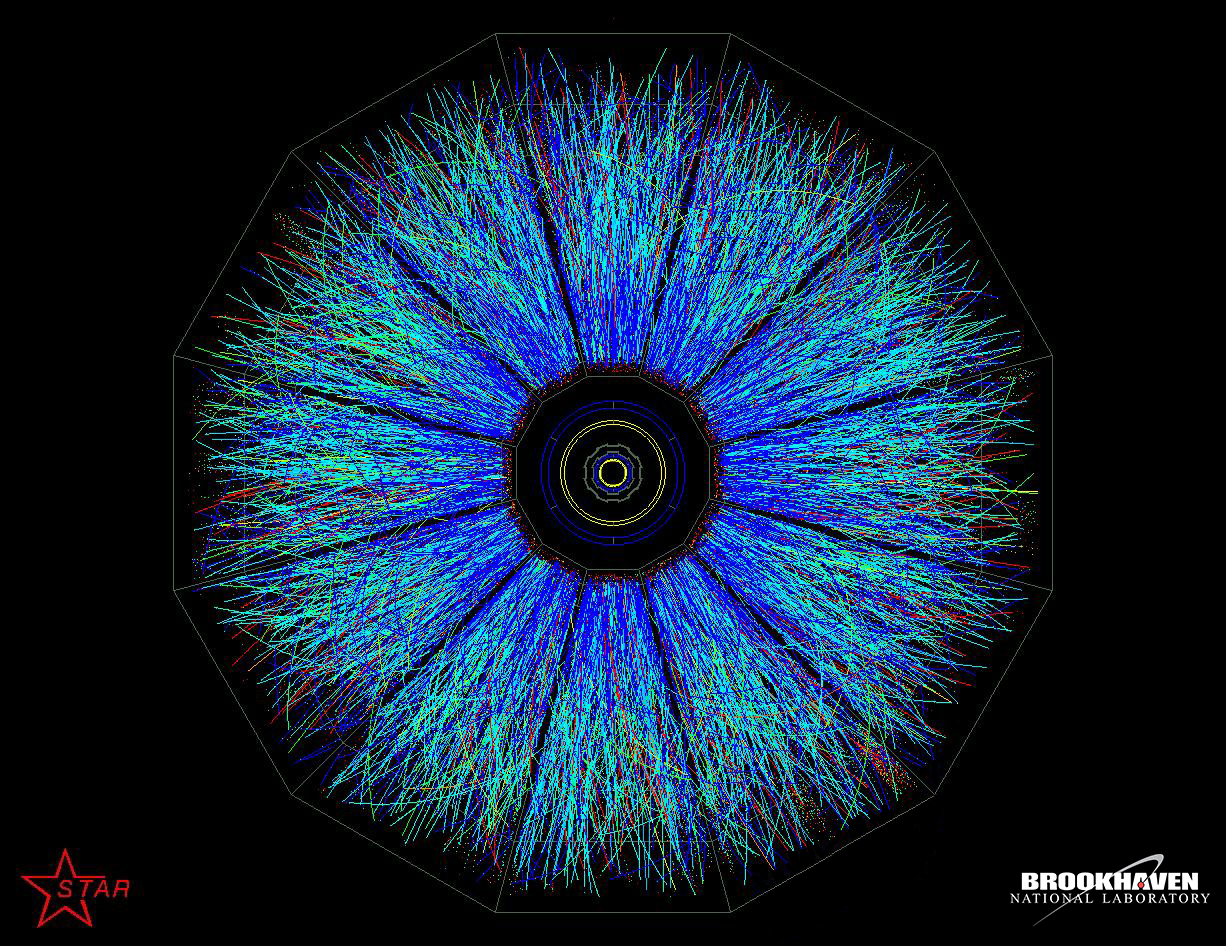
Vista d'una de les primeres col·lisions d'energia completa entre ions d'or al Relativistic Heavy Ion Collider del Brookhaven National Laboratory, capturada pel detector Solenoidal Tracker At RHIC (STAR). Les traces lluminoses indiquen els camins que prenen milers de partícules subatòmiques produïdes en les col·lisions mentre passen per la càmera de projecció del temps STAR, una gran càmera digital en 3-D.

Si hom té partícules que es mouen a velocitats properes a les de la llum, com ara feixos d'electrons, protons... en un accelerador de partícules, cal tenir en compte aquesta expressió per a la massa, i el moment lineal relativista val:
{\displaystyle {\vec {p}}=m{\vec {v}}={\frac {m_{0}{\vec {v}}}{\sqrt {1-{\frac {v^{2}}{c^{2}}}}}}=\gamma m_{0}{\vec {v}}}
Sovint l'energia relativista s'expressa en funció del moment lineal relativista. Així, a partir de la llei de l'equivalència massa-energia o llei d'Einstein, hom obté:
{\displaystyle E=mc^{2}={\frac {m_{0}c^{2}}{\sqrt {1-{\frac {v^{2}}{c^{2}}}}}}}D'aquestes expressions hom pot fer el producte {\displaystyle p^{2}c^{2}}:
{\displaystyle p^{2}c^{2}={\Biggl (}{\frac {m_{0}v}{\sqrt {1-{\frac {v^{2}}{c^{2}}}}}}{\Biggr )}^{2}c^{2}={\frac {m_{0}^{2}{v^{2}}c^{2}}{1-{\frac {v^{2}}{c^{2}}}}}={\frac {m_{0}^{2}{\frac {v^{2}}{c^{2}}}c^{4}}{1-{\frac {v^{2}}{c^{2}}}}}}
Que es pot operar per obtenir el valor de l'energia relativista en funció del moment lineal, la massa en repòs i la velocitat de la llum:
{\displaystyle p^{2}c^{2}={\frac {m_{0}^{2}c^{4}{\biggl (}{\frac {v^{2}}{c^{2}}}-1{\biggr )}}{1-{\frac {v^{2}}{c^{2}}}}}+{\frac {m_{0}^{2}c^{4}}{1-{\frac {v^{2}}{c^{2}}}}}=-m_{0}^{2}c^{4}+(mc^{2})^{2}=-m_{0}^{2}c^{4}+E^{2}}
Quedant finalment l'expressió per a l'energia relativista d'una partícula en moviment:
{\displaystyle E={\sqrt {p^{2}c^{2}+m_{o}^{2}c^{4}}}}
Alguns dels avantatges d'expressar l'energia en funció del moment lineal i no pas de la velocitat són:
- El moment és una quantitat conservada, mentre que la velocitat generalment no ho és. Això sovint fa que el moment sigui molt més útil en, per exemple, mecànica quàntica o relativitat especial.
- Per descriure partícules sense massa com els fotons, el moment és un concepte molt més útil que la velocitat. El motiu és que les partícules sense massa sempre es mouen a una velocitat constant, a la velocitat de la llum. Tanmateix, el moment d'una partícula sense massa no necessàriament ha de ser constant.
- La posició i el moment són generalment variables conjugades, mentre que la posició i la velocitat no ho són. Això té una importància significativa en la mecànica quàntica, sobretot perquè significa que els operadors de moment i posició no commuten. Això condueix, per exemple, al principi d'incertesa de Heisenberg entre la posició i el moment:

{\displaystyle \Delta x\Delta p>{\frac {\hbar }{2}}}
- En mecànica quàntica, sovint hom descriu les partícules en termes d'ones, no necessàriament de partícules que estan localitzades en algun lloc. Això fa que sigui difícil definir en general una noció de velocitat, però la noció de moment continua sent perfectament vàlida.[6]

## Moment lineal d'un fotó
Els fotons tenen massa en repòs 0, però tenen moment lineal, com es demostra a l'efecte Compton (xoc d'un fotó amb un electró). Si hom agafa l'expressió de l'energia relativista i dona valor zero a la massa en repòs ({\displaystyle m_{0}=0}) obté l'energia d'un fotó en funció del moment lineal:
{\displaystyle E=mc^{2}={\sqrt {p^{2}c^{2}+m_{o}^{2}c^{4}}}={\sqrt {p^{2}c^{2}}}=pc}
D'aquesta expressió s'obté la relació del moment lineal i l'energia d'un fotó, que es pot expressar en funció de la seva freqüència {\displaystyle f} o de la seva longitud d'ona {\displaystyle \lambda } a partir del quàntum d'un fotó {\displaystyle E=hf}, on {\displaystyle h} és la constant de Planck:
{\displaystyle p={\frac {E}{c}}={\frac {hf}{c}}={\frac {h}{\lambda }}}

Simulació del desplegament d'una vela solar en una sonda espacial. La vela solar aprofita el moment lineal dels fotons del Sol per desplaçar-se.

El fet que la llum, o la radiació electromagnètica, tenguin moment lineal fa que en xocar contra un objecte s'exerceixi una pressió, dita pressió de radiació.
El moment lineal d'un fotó és, certament, minúscul. Fins i tot si en tenim quantitats ingents, el moment total que transporten és modest. Un electró amb el mateix moment lineal té una velocitat de 1 460 m/s, la qual cosa és clarament no relativista. Una partícula més massiva amb el mateix moment lineal tindria una velocitat encara menor. Això queda palès en el fet que cal força menys energia per a impartir a un electró el mateix moment lineal que a un fotó.
Tanmateix, a escala de la mecànica quàntica, especialment en la interacció de fotons d'alta energia amb masses reduïdes, el moment lineal del fotó és rellevant. Fins i tot a gran escala, el moment lineal dels fotons pot tenir un efecte si n'hi ha un nombre suficient i si no hi ha res que n'impedeixi el lent retrocés de la matèria. Les cues dels cometes en són un exemple, però també hi ha propostes per a la construcció de veles solars que utilitzen miralls enormes i de baixa massa (fets de Mylar aluminat) per a reflectir la llum solar. En el buit de l'espai, els miralls experimentarien un retrocés progressiu i podrien, de fet, desplaçar naus espacials d'un lloc a un altre dins del sistema solar.

Animació del pèndol de Newton on s'observa la conservació del moment lineal durant el xoc.

## Principi de conservació
Un sistema de partícules manté constant el seu moment lineal total si la suma de forces externes sobre el sistema és zero. Aquest principi té importància a l'hora de resoldre problemes de xocs de cossos ja que els cossos que xoquen canvien el valor del seu moment lineal durant el xoc, però la suma vectorial de tots ells roman constant.
{\displaystyle \sum _{i}{\vec {p}}_{i}(inicials)=\sum _{i}{\vec {p}}_{i}(finals)}

## Història

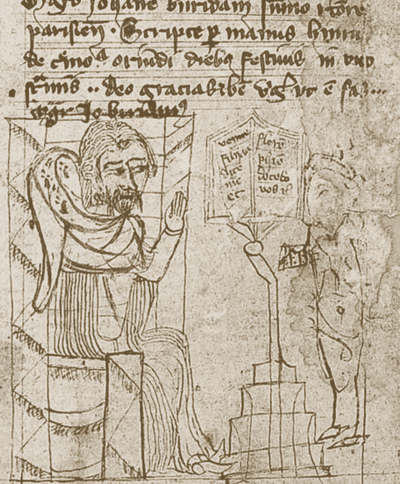
Jean Buridan.

El filòsof francès Jean Buridan (1300-1358) forjà la teoria dinàmica més influent del segle xiv: la teoria de l’ímpetu. Aquesta teoria es fonamentava en els principis aristotèlics segons els quals tot moviment requereix un motor, i la causa ha de ser proporcional a l’efecte. Buridan postulava que el motor havia d’imprimir al mòbil un cert ímpetu, una força motriu en virtut de la qual continuaria el seu moviment, fins que aquest resultés alterat per l’acció de forces independents. En els projectils, aquest ímpetu es veia progressivament minvat per la resistència de l’aire i per la intrínseca tendència gravitatòria dels cossos a la caiguda. La mesura de l'ímpetu d’un cos corresponia a la seva quantitat de matèria multiplicada per la seva velocitat. Sens dubte, aquesta determinació de l’ímpetu que proposa Buridan prefigura la definició que ulteriorment oferirà Galileu d’allò que ell denomina impeto o moment; així com la definició de la quantitat de moviment de Descartes, i àdhuc el moment de Newton. S’adverteix, així mateix, una certa afinitat entre l’ímpetu buridanià i la “força viva” (vis viva) o energia cinètica de Leibniz.

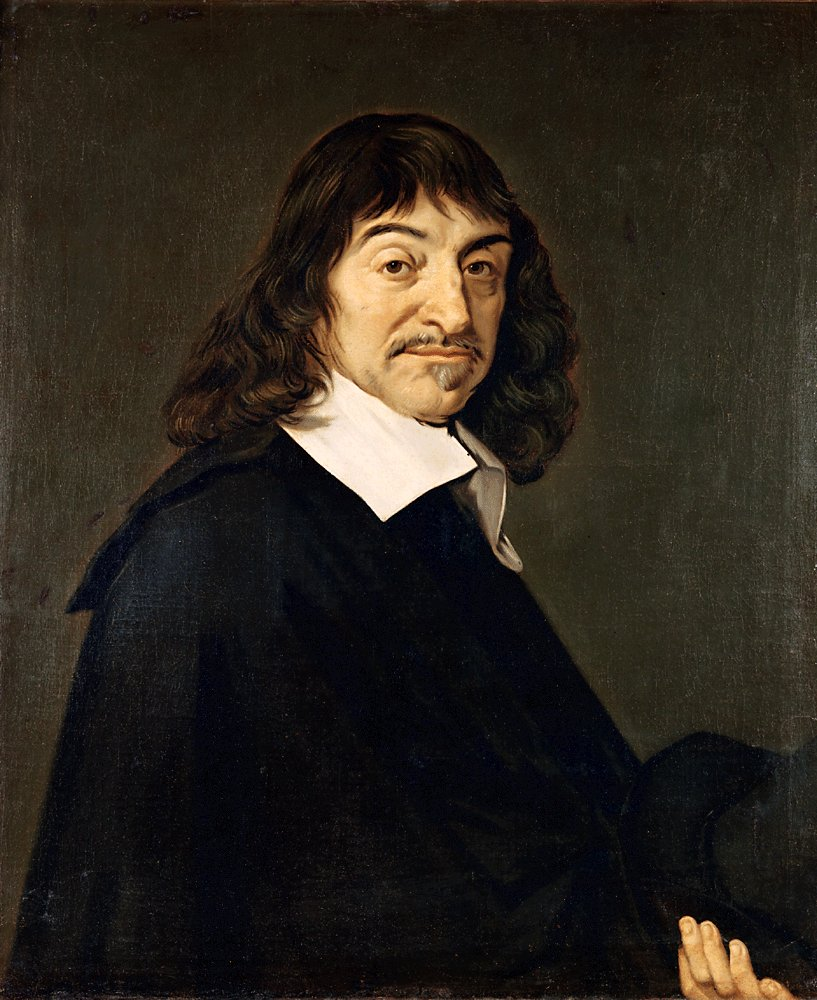
René Descartes.

Per altra banda, el físic toscà Galileo Galilei (1564-1642) emprà els conceptes d'impeto i momento. El terme ímpetu (que en el si de la física parisenca s’interpretava com la causa del moviment que anima el mòbil) esdevé momento, és a dir, el producte de la velocitat per la massa, la qual cosa equival a la quantitat de moviment. Galileu confereix al terme momento (ja emprat per Aristòtil i Heró) un sentit mecànic precís en relació amb la idea de gravetat. La “gravitas” és la tendència intrínseca dels cossos a davallar. Tanmateix, aquesta no sempre actua lliurement amb tota la seva eficàcia, ans es veu modificada per factors diversos. El resultat de la modificació d’aquesta tendència natural al descens (en el cas de la “gravitas”) és allò que constitueix el momento. El terme que Galileu empra sovint en els seus propis escrits per a indicar l’acció d’una força és el de “momento”. La concepció galileana d’aquest terme és força complicada, pel fet que implica el trànsit d’un concepte originàriament estàtic a una idea de caràcter dinàmic. Galileu utilitza el terme momento en l’accepció d’un concepte estrictament dinàmic, tot recordant que, des del punt de vista etimològic, momento deriva de “movimentum” (concernent al moviment).

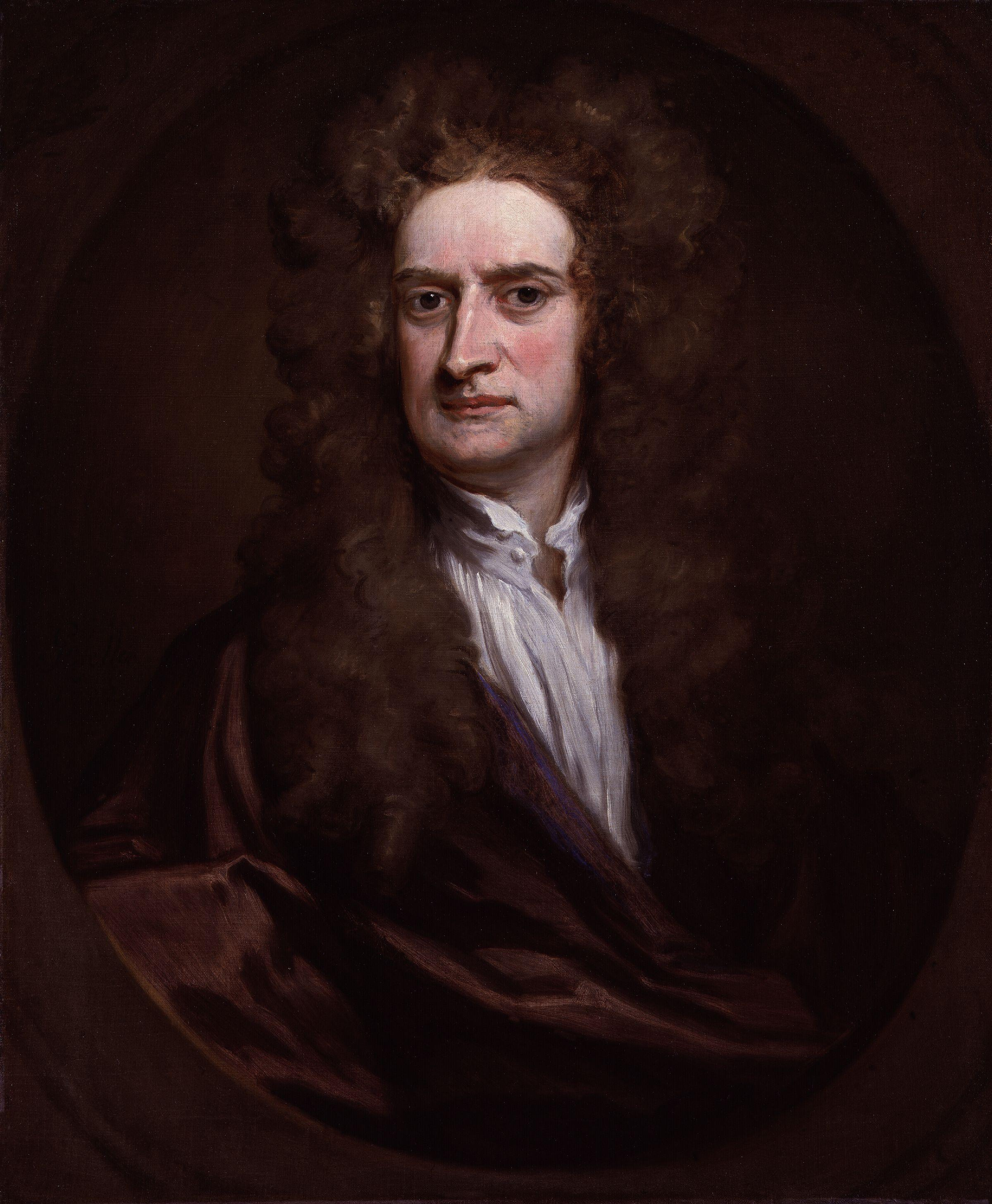
Isaac Newton.

Per al filòsof racionalista francès René Descartes (1596-1650), la força motriu no és sinó el producte de la massa i de la velocitat. En el sistema cartesià, la font darrera del moviment és Déu, el qual, en l’instant de la creació, imprimí a la matèria una certa quantitat de moviment, la qual romandrà constant en l’univers i es transmetrà d’un cos a un altre. En l’orbe cartesià, només existeix un mode de comunicació entre les substàncies: el contacte. I només un mitjà d’acció: el xoc. El problema del xoc adquireix una gran rellevància per a tots els filòsofs mecanicistes; no es tractava, en veritat, d'una qüestió senzilla. Galileu havia examinat allò que anomenà “força de percussió”, sense èxits notables, i, en reconèixer-ho, havia desistit de publicar el seu tractament de la qüestió. Per part seva, Descartes fonamentà la seva anàlisi en la conservació de la quantitat de moviment. Per quantitat de moviment entenia el producte de la grandària del cos per la seva velocitat, un concepte anàleg a la nostra noció de moment, del qual, emperò, diferia en tant que la seva “grandària” no es correspon amb la nostra “massa”, i pel fet que la velocitat no hi és tractada com una magnitud vectorial. En virtut de la immutabilitat de Déu, causa primera del moviment, la quantitat total d’aquest havia de romandre constant en l’univers.
El físic anglès Issac Newton (1642-1727) refutà la conservació del moviment, tal com Descartes la postulà. A la qüestió 31 de l'Òptica es palesa clarament l'error cartesià en comptabilitzar aritmèticament les quantitats de moviment; és a dir, en considerar les velocitats com a magnituds escalars. Segons Newton: “La quantitat de moviment és la seva mesura, derivada conjuntament de la velocitat i la quantitat de matèria”. Una definició fonamentalment matemàtica. Newton proposà una conceptualització física que permet copsar el significat de la definició esmentada. Considera un objecte en moviment com un conglomerat de petites partícules, cadascuna de les quals posseeix macroscòpicament la mateixa velocitat que l'objecte, de tal manera que el moviment del conjunt és la suma del moviment de les seves parts constituents, i això es resumeix matemàticament en el producte {\displaystyle mv}. A partir del concepte de quantitat de moviment, s'enuncia un dels principis cabdals de la física: el principi de conservació de la quantitat de moviment.